# Afrikaspiele 2019/Badminton
Badminton wurde bei den Afrikaspielen 2019 vom 22. bis zum 29. August in der marokkanischen Stadt Casablanca ausgetragen. Vom 22. bis zum 25. August wurde dabei der Teamwettbewerb ausgetragen, an den restlichen Tagen die fünf Einzelwettbewerbe.

## Medaillengewinner
| Disziplin    | Gold | Silber | Bronze |
| ------------ | --- | --- | --- |
| Herreneinzel | Anuoluwapo Juwon Opeyori | Georges Paul | Godwin Olofua |
| Herreneinzel | Anuoluwapo Juwon Opeyori | Georges Paul | Kalombo Mulenga |
| Dameneinzel  | Johanita Scholtz | Dorcas Ajoke Adesokan | Doha Hany |
| Dameneinzel  | Johanita Scholtz | Dorcas Ajoke Adesokan | Sofiat Arinola Obanishola |
| Herrendoppel | Aatish Lubah Georges Paul | Godwin Olofua Anuoluwapo Juwon Opeyori | Abdelrahman Abdelhakim Mohamed Mostafa Kamel                                                                                             |
| Herrendoppel | Aatish Lubah Georges Paul | Godwin Olofua Anuoluwapo Juwon Opeyori | Adham Hatem Elgamal Ahmed Salah |
| Damendoppel  | Doha Hany Hadia Hosny | Dorcas Ajoke Adesokan Deborah Ukeh | Megan de Beer Johanita Scholtz |
| Damendoppel  | Doha Hany Hadia Hosny | Dorcas Ajoke Adesokan Deborah Ukeh | Gladys Mbabazi Aisha Nakiyemba |
| Mixed        | Koceila Mammeri Linda Mazri | Adham Hatem Elgamal Doha Hany | Georges Paul Aurelie Allet |
| Mixed        | Koceila Mammeri Linda Mazri | Adham Hatem Elgamal Doha Hany | Joseph Abah Eneojo Peace Orji |
| Mannschaft   | NigeriaJoseph Abah Eneojo Gideon Babalola Habeeb Temitope Bello Clement Krobakpo Godwin Olofua Anuoluwapo Juwon Opeyori Dorcas Ajoke Adesokan Zainab Damilola Alabi Amin Yop Christopher Sofiat Arinola Obanishola Peace Orji Deborah Ukeh | AlgerienMohamed Abderrahime Belarbi Seïf-Eddine Larbaoui Koceila Mammeri Youcef Sabri Medel Mohamed Abdelaziz Ouchefoun Halla Bouksani Yassimina Chibah Linda Mazri Malak Ouchefoun | SüdafrikaJarred Elliott Jason Mann Sean Noone Ruan Snyman Bongani von Bodenstein Megan de Beer Lehandre Schoeman Johanita Scholtz        |
| Mannschaft   | NigeriaJoseph Abah Eneojo Gideon Babalola Habeeb Temitope Bello Clement Krobakpo Godwin Olofua Anuoluwapo Juwon Opeyori Dorcas Ajoke Adesokan Zainab Damilola Alabi Amin Yop Christopher Sofiat Arinola Obanishola Peace Orji Deborah Ukeh | AlgerienMohamed Abderrahime Belarbi Seïf-Eddine Larbaoui Koceila Mammeri Youcef Sabri Medel Mohamed Abdelaziz Ouchefoun Halla Bouksani Yassimina Chibah Linda Mazri Malak Ouchefoun | ÄgyptenAbdelrahman Abdelhakim Adham Hatem Elgamal Mohamed Mostafa Kamel Ahmed Salah Nour Ahmed Youssri Jana Ashraf Doha Hany Hadia Hosny |